# Qada Balad Ruz
Qada Balad Ruz är ett distrikt i Irak.   Det ligger i provinsen Diyala, i den centrala delen av landet, 70 km nordost om huvudstaden Bagdad.
Följande samhällen finns i Qada Balad Ruz:
- Mandalī